# Fritwell
Fritwell – wieś w Anglii, w hrabstwie Oxfordshire, w dystrykcie Cherwell. Leży 24 km na północ od Oksfordu i 92 km na północny zachód od Londynu. W 2011 miejscowość liczyła 736 mieszkańców.